# 第2アポーニー四重奏曲
第2アポーニー四重奏曲（Apponyi - quartets）は、フランツ・ヨーゼフ・ハイドンが作曲した弦楽四重奏曲集である。本来第1アポーニー四重奏曲と合わせて全6曲からなる曲集だったが、出版の際に全2集（それぞれ3曲ずつ）に分けられた。第2集には作品番号74が付されている。
第2集ではホーボーケン番号は72番から74番の3つの番号が与えられている。

## 概要
第1アポーニー四重奏曲と同じく1793年に作曲されたもので、興行師ヨハン・ペーター・ザーロモンの勧めか、ハイドン自身の発意によるものかは不明であるが、ロンドンからウィーンへ戻った後に作曲に着手されたものである（自筆譜などの詳細は第1アポーニー四重奏曲を参照）。
初演は1794年の3月10日、24日、31日に行われたザロモンの演奏会において、第2集を含む全6曲のうちの2曲が演奏されている。ただしどの曲であるかは不明。

## 出版・献呈
- 1796年にウィーンのアルタリア社から「作品74」として出版。
- 作品71と同じくアントン・ゲオルク・アポーニー（Anton Georg Apponyi）伯爵に献呈。

## 各曲
自筆譜には曲順が記されていない。
1. 弦楽四重奏曲第72番 ハ長調 作品74-1 Hob. III: 72
2. 弦楽四重奏曲第73番 ヘ長調 作品74-2 Hob. III: 73
3. 弦楽四重奏曲第74番 ト短調 作品74-3 Hob. III: 74『騎士』
第74番の愛称である『騎士』 (Reiterqartett) は、第4楽章の第1主題が馬のギャロップを想起させることに由来する。また『騎手』とも呼ばれる。

## 参考資料
- 『最新名曲解説全集11 室内楽1』（音楽之友社）
- 『ハイドン:弦楽四重奏曲全集』（エオリアン弦楽四重奏団の演奏、及び解説書）